# Eisenbahnunfall von Santa María de la Alameda
Bei dem Eisenbahnunfall von Santa María de la Alameda kollidierte am 15. März 1968 zwischen den Bahnhöfen von Santa María de la Alameda (40° 34′ 7,8″ N, 4° 16′ 9″ W) und Robledo de Chavela (40° 31′ 15″ N, 4° 14′ 48″ W) – beides Gemeinden in der spanischen Autonomen Gemeinschaft Madrid – auf freier Strecke ein außer Kontrolle geratener Bauzug mit einem entgegenkommenden Schnellzug. 26 Menschen starben.

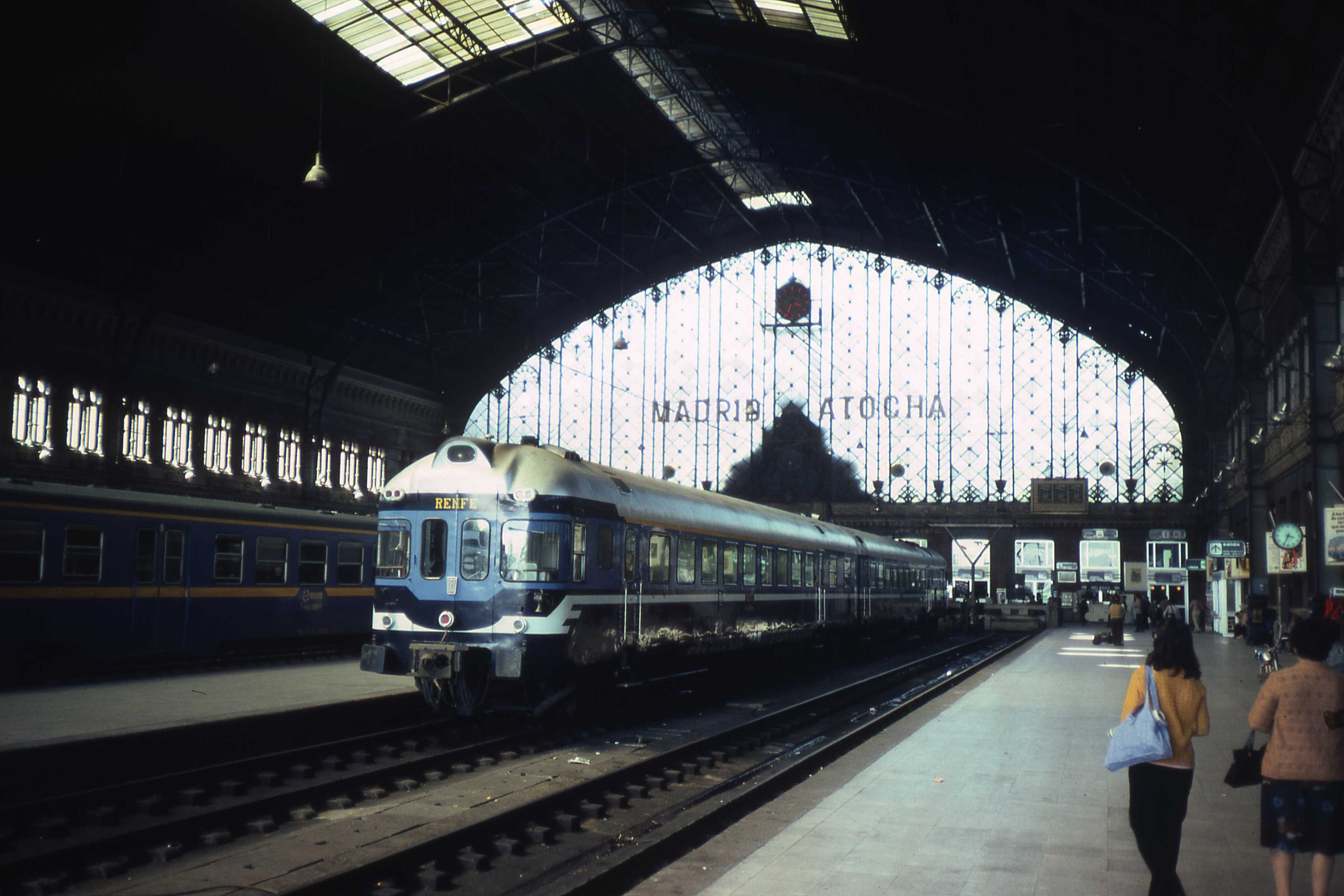
TER-Triebwagen 1981 im Bahnhof Madrid Atocha. Zwei aneinander gekuppelte Fahrzeuge dieser Bauart waren an dem Unfall beteiligt.

## Ausgangslage
Die Bahnstrecke Madrid–Avila ist zweigleisig und überwindet die Sierra de Guadarrama. Im Bereich der Rampe, die von Madrid ins Gebirge hinauf führt, fanden an diesem Tag Bauarbeiten statt, so dass ein Abschnitt der Strecke bei Santa María de la Alameda nur eingleisig befahrbar war.
Das befahrbare Gleis wurde zunächst von dem Bauzug 10550 benutzt, der aus Flachwagen bestand, von denen Schienen in die Baustelle abgeladen wurden. Der Zug wurde von einer Kleinlokomotive gezogen.
Der TER mit der Zugnummer 251 der RENFE war um 12:35 vom Bahnhof Madrid Príncipe Pío in Madrid abgefahren. TER-Züge waren eine Zuggattung der spanischen Eisenbahn, die bis 1994 verkehrte. Diese Züge wurden mit Dieseltriebwagen der Baureihe 597 gefahren, die in Leichtbauweise konstruiert waren und aus zwei fest gekuppelten Wagen bestanden. Der Zug 251 bestand aus zwei solcher Fahrzeuge: Der vordere sollte nach La Coruña fahren, der hintere nach Vigo. Im Zugteil nach La Coruña fuhr der Wagen mit der 2. Klasse voraus – hier reisten etwa 80 Fahrgäste. Der Wagen 1. Klasse folgte und mit etwa 20 Fahrgästen besetzt.

## Unfallhergang
Um das eine zur Verfügung stehende Gleis der Strecke für den TER 251 zu räumen, fuhr der Bauzug bergab, um den Schnellzug im Bahnhof Santa María de la Alameda kreuzen zu lassen. Dort überfuhr der Bauzug, weil seine Bremsen versagten, ein talseitiges, auf „Halt“ stehendes Ausfahrsignal und in das Gleis hinein, auf dem ihm der TER entgegenkam. Der Fahrdienstleiter von Santa María de la Alameda rief noch seinen Kollegen im nächsten Bahnhof, Robledo de Chavela, an. Dort aber war der TER bereits durchgefahren.
Zwischen den beiden Bahnhöfen kam es zum Frontalzusammenstoß. Die ersten beiden Fahrzeuge des TER wurden schwer beschädigt, Treibstoff lief aus und sie gerieten in Brand.

## Folgen
26 Menschen starben, davon 23 noch an der Unfallstelle. Darunter waren auch alle vier Bahnmitarbeiter auf der Kleinlokomotive. Darüber hinaus wurden 80 Menschen verletzt.
Hilfszüge aus Avila und Madrid kamen zum Einsatz. Die leichter Verletzten wurden mit der noch fahrtüchtigen hinteren Einheit des TER nach El Escorial gebracht, wohin die schwer Verletzten mit Hubschraubern geflogen wurden.